# Freundorfer Hausbach
Der Freundorfer Hausbach ist ein Bach in der Gemeinde Klaffer am Hochficht in Oberösterreich. Er ist ein Zufluss der Großen Mühl.

## Geographie
Der Bach entspringt auf einer Höhe von 700 m ü. A. Er weist eine Länge von 2,25 km auf. Er fließt durch die Schwarzau, den Rest eines Feuchtgebiets inmitten von Wiesen und Äckern, und mündet auf einer Höhe von 585 m ü. A. linksseitig in die Große Mühl. In seinem 3,1 km² großen Einzugsgebiet liegen die Streusiedlung Freundorfhäuseln sowie Teile der Ortschaft Freundorf und des Gemeindehauptorts Klaffer am Hochficht. Auch die Westhänge des Haselbergs und des Kühbergs entwässern in den Freundorfer Hausbach.
Die Panoramaloipe Klaffer, eine mittelschwere 9 km lange Langlaufloipe, verläuft zum Teil entlang des Bachs.

## Umwelt
Der Freundorfer Hausbach ist Teil der 22.302 Hektar großen Important Bird Area Böhmerwald und Mühltal. Sein Quell- und sein Mündungsgebiet gehört zum Europaschutzgebiet Böhmerwald-Mühltäler. In seinem Einzugsgebiet liegt ferner das Naturschutzgebiet Orchideenwiese in Freundorf.